# Área salvaje Woodchute
El área salvaje Woodchute (del inglés: Woodchute Wilderness)  es un área salvaje o virgen de Estados Unidos de aproximadamente 24 km², localizada en el bosque nacional de Prescott, en el estado de Arizona. Se encuentra a unos 6,4 km al oeste de la localidad de Jerome. La altitud de la zona varía entre 1700−2400 m. Una rampa construida a partir de la montaña fue utilizada para el transporte de madera a la histórica Jerónimo.
Se encuentra dentro del Hickey Mountain. Dos pistas por un total de 13 km cruzan el área protegida. El camino principal es Woodchute Trail # 102, que se conecta a 2,3 km del tanque de Rick Trail Cutoff # 104, en la parte sur del área salvaje.
El pino ponderosa domina las elevaciones más altas del área; el piñón de pino y el enebro de Utah son más comunes en las elevaciones más bajas, mientras que la fauna silvestre incluye oso negro americanos, alce, puma, venado bura, venado cola blanca, águila calva y águila real. La reserva cuenta con vistas a los picos San Francisco por el norte y el Valle Verde, incluidas las rocas rojas de Sedona, al este.

## Conservación
El área salvaje Woodchute es gestionada por el Servicio Forestal de los Estados Unidos.